# السفارة السعودية في نيوزيلندا
سفارة المملكة العربية السعودية في نيوزيلندا، هي بعثة دبلوماسية سعودية تقع في العاصمة النيوزيلندية ويلينغتون ويترأس بعثة سفارة خادم الحرمين الشريفين في ويلينغتون سعادة السفير مهنا بن صالح أباالخيل.

## وصلات خارجية
- موقع سفارة المملكة العربية السعودية في ويلنغتون
- وزارة الخارجية السعودية (بالعربية)
- Ministry of Foreign Affairs of Kingdom of Saudi Arabia (بالإنجليزية)